# Modelo cognitivo de Flower y Hayes
El modelo cognitivo de Flower y Hayes fue creado en 1980, es un proceso cognitivo de escritura y modelo descriptivo. Con este modelo se puede observar el proceso de escritura de un sujeto y saber cuáles son los procedimientos que utiliza.  
Los procesos mentales —dentro de este modelo— son las unidades básicas del análisis. Dichos procesos pueden ocurrir en cualquier momento durante el proceso de escritura, siendo —además— recursivos; vale decir que pueden concurrir varias etapas a la vez.
El proceso de escritura requiere tener presente el problema retórico: tema a tratar, destinatario (nicho), propósito por el cual se escribe (informativo, didáctico, etc.), el tipo de texto que se escribirá (medio o formato: novela, cuento, poesía, etc.), y el remitente o emisor, entre muchos otros elementos; es por ello que la escritura tiene una meta o target.
Los procesos de la escritura son:

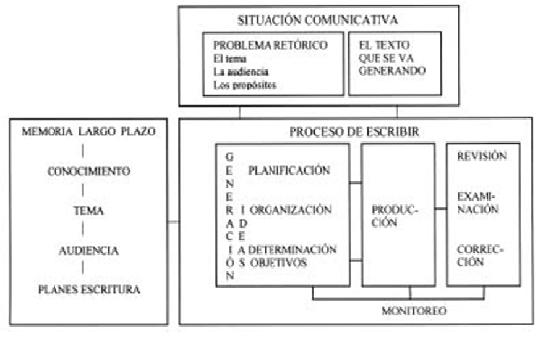
La estructura del modelo (Esquema)

- Planificación: El escritor se forma previamente un esquema mental en base al conocimiento de aquello que quiere escribir. Esta función tiene la finalidad de poner metas. Este proceso se puede dar en cualquier momento de la escritura. Un buen ejemplo lo tenemos en la lluvia de ideas (o primeros borradores) que puede crear el escritor. Durante este proceso el escritor tiene la posibilidad de recuperar información a largo plazo, además de organizar la información en nuevos esquemas mentales; por lo tanto, dentro de la planificación, están la organización y la determinación de objetivos.
- Producción: El proceso de producción es donde el escritor propiamente traduce sus ideas al papel, es donde las ideas de transportan al papel. Aquí el escritor debe desarrollar la escritura, clasificar y revisar el significado de lo que se escribe, por lo que muchas veces el escritor puede volver al proceso de planificación.
- Revisión: En este proceso el escritor revisa lo escrito para darle forma al texto y reformularlo si es necesario. Durante este proceso también se puede volver a la planificación en caso de ser necesario. Dentro de este proceso, además, encontramos los subprocesos de examen y corrección, en donde el texto es examinado exhaustivamente por el escritor para encontrar los errores, tanto de redacción, coherencia, ortografía, etc. y es corregido para que sea más claro.

Durante todo este proceso de escritura el escritor debe ir monitoreando su avance.
- Datos: Q6020038